# 突厥学

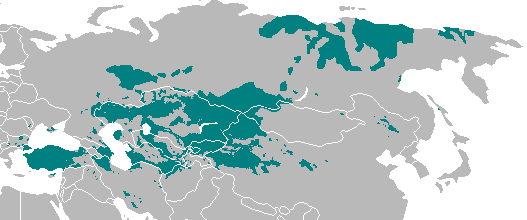
当今世界突厥语分布

突厥学（英語：Turkology）是对过去和现在突厥語族群语言、文学、历史、宗教以及精神和物质文化的研究，研究领域从雅库特（西伯利亚东北部）至加告兹（摩尔多瓦）。突厥学可以追溯到15世纪末，当时的档案，包括奥斯曼帝国的档案，都得到了较好的保存。过去几十年土耳其劳动力迁移在内容和地理方面大大扩展了突厥学的传统研究领域。